# Jiāng Kuí
Jiāng Kuí (姜夔; 1155 circa – 1221 circa) è stato un poeta, compositore e calligrafo cinese, attivo sotto la dinastia Song.
A lui è stato intitolato il cratere Chiang K'ui, sulla superficie di Mercurio.